# Шестайкино
Шестайкино — деревня в Бугурусланском районе Оренбургской области, входит в состав Михайловского сельсовета.

## География
Деревня находится на расстоянии примерно 18 км (по прямой) к северо-востоку от города Бугуруслан, административного центра района.

### Часовой пояс
Деревня Шестайкино, как и вся Оренбургская область, находится в часовой зоне МСК+2. Смещение применяемого времени относительно UTC составляет +5:00.

## История
Деревня основана в 1753 году выходцами из деревни Кучугур Петровского уезда.

## Население
| 2010 |
| ---- |
| 80   |

### Национальный состав
Согласно результатам переписи 2002 года, в национальной структуре населения мордва составляла 88 % из 137 чел.